# Rachel Keke
Pour les articles homonymes, voir Keke.
Rachel Keke, née le 30 mai 1974 à Abobo (Côte d'Ivoire), de son nom entier Raïssa Rachel Keke, est une femme politique⁣⁣⁣ française, anciennement gouvernante d'hôtel.
Comme gouvernante, elle est l'une des porte-parole de la grève des femmes de chambre de l'hôtel Ibis Batignolles entamée en 2019,. Cette mobilisation, aboutie après 22 mois, est considérée comme la plus longue de l'histoire de l'hôtellerie en France.
Investie par La France insoumise, elle est élue députée aux élections législatives de 2022 dans la 7e circonscription du Val-de-Marne, mais perd son siège à l’Assemblée nationale lors des élections législatives anticipées de 2024.

## Biographie

### Carrière et vie personnelle
Raïssa Rachel Keke est née en 1974 dans la commune d'Abobo, au nord d'Abidjan, en Côte d’Ivoire, d'une mère vendeuse de vêtements et d'un père conducteur d'autobus. Elle appartient à l’ethnie des Dida du peuple Krou. Son grand-père a servi comme supplétif au service des forces françaises pendant la Seconde Guerre mondiale. Elle perd sa mère à l'âge de 12 ans et commence à travailler à 16 ans comme coiffeuse. Elle travaille ensuite comme caissière et comme aide à domicile pour personnes âgées. Suite au coup d'État de 1999 en Côte d'Ivoire, elle fuit en France à 26 ans et y exerce son métier dans le salon de coiffure de son oncle également installé en France. Naturalisée française en 2015, elle a cinq enfants de précédentes relations et s'est remariée en 2016 à Bobby Yodé, installé également en France, un ex-chanteur de zouglou, une musique urbaine ivoirienne.
Elle commence à travailler comme femme de chambre à l'hôtel Ibis Batignolles en avril 2003, employée par les sous-traitants successifs. Longtemps à temps partiel, ses demandes pour passer à plein temps n'aboutissent qu'en 2017. Elle devient gouvernante en 2019. Ses conditions de travail ont des effets sur sa santé et elle est en arrêt maladie en février 2019. Son salaire mensuel net passe de 1 300 à 1 700 euros grâce au succès de la mobilisation de 2019-2021. Elle indique au sujet de ce métier qu'il « détruit le corps. Il y a des syndromes du canal carpien, des tendinites, des maux de dos… ». Dans le cadre de ce travail, elle est également confrontée au racisme et à plusieurs tentatives d'agressions sexuelles,,.

### Mobilisation à l'hôtel Ibis Batignolles
Le 17 juillet 2019, vingt-huit femmes de chambres de l'hôtel Ibis Batignolles majoritairement africaines, dont Rachel Keke, se mettent en grève pour une durée illimitée. Elles dénoncent alors leurs conditions de travail et leur sous-rémunération auprès de leurs employeurs, le groupe hôtelier Accor et son sous-traitant STN.
Accompagnée de ses collègues, et notamment de la porte-parole Sylvie Kimissa,, elles subsistent grâce aux caisses de soutien et cagnottes en ligne mises en place par les syndicats et donateurs anonymes.
Le combat des femmes de chambre prend fin en mai 2021 par un accord où elles obtiennent une revalorisation des qualifications et des salaires, la prise en compte des heures supplémentaires et une prime de repas,. Par contre, elles n'obtiennent pas la fin de la sous-traitance et l'intégration chez Accor.
Depuis la fin de cette mobilisation, Rachel Keke dénonce plus généralement dans les médias l’injustice que subissent les femmes noires dans la société française,. Elle insiste sur les conséquences que les emplois précaires qu'elles occupent majoritairement ont sur leur santé physique et mentale (accidents du travail, harcèlement moral et sexuel, mépris, etc.).

### Engagement politique
Rachel Keke rejoint le Parlement de l'Union populaire, organisation visant à rassembler personnalités, associatifs et citoyens de la société civile autour de la campagne de Jean-Luc Mélenchon, candidat de La France insoumise à l'élection présidentielle de 2022. Elle participe activement à la campagne et intervient à des réunions publiques au côté de députés insoumis.
Vêtue de la tenue africaine de fête qu'elle portait pour la signature de l'accord mettant fin à la grève de l'hôtel Ibis, elle réalise une intervention remarquée à la convention de lancement de la Nouvelle Union populaire écologique et sociale (NUPES) du 7 mai 2022 où elle évoque la situation des travailleurs essentiels et l'importance de les représenter à l'Assemblée. Sa prise de parole est décrite par les observateurs comme la plus applaudie par le public,.

### Députée
Investie par La France insoumise, elle est candidate aux élections législatives de 2022 dans la septième circonscription du Val-de-Marne,, où elle réside,. La circonscription est traditionnellement ancrée à droite.
Au premier tour de l'élection, Rachel Keke obtient 37,22 % des suffrages exprimés et termine en première position, en ballottage favorable, devant l'ancienne ministre des Sports du gouvernement Philippe II et du gouvernement Jean Castex Roxana Maracineanu (23,77 %). Elle est élue au second tour à 177 voix près avec 50,30 % des suffrages exprimés et 22,13 % des voix des électeurs inscrits (14 663 voix sur 66 273 inscrits), face à son adversaire,.
Elle se fait remarquer lors de ses premiers pas à l'Assemblée, dénonçant le refus des députés de la majorité présidentielle d'augmenter le salaire minimum pour prolonger la prime Macron. Celle-ci accuse ces députés de ne pas savoir ce que c'est de toucher seulement 800 euros par mois, de mépriser les métiers essentiels et de ne pas connaître leur souffrance. Elle mène une enquête sur la sous-traitance, responsable selon elle d’une grande partie des conditions de travail indignes, afin de présenter une proposition de loi pour mieux protéger les travailleurs
Elle arrive en tête au premier tour des élections législatives anticipées de 2024, mais avec 49,33 % des suffrages, elle est battue le 7 juillet 2024 par le candidat LR Vincent Jeanbrun, qui obtient un peu plus de 500 voix de plus qu'elle grâce au soutien du bloc présidentiel.
Elle travaille ensuite sur la création d’une association pour « rendre visibles les invisibles » et participe à différentes luttes sociales, notamment en soutien aux femmes de chambre.

## Affaire judiciaire et polémiques

### Campagne de 2022
Durant sa campagne, elle est la cible d'attaques de la part de son adversaire directe, Roxana Maracineanu. L'ancienne ministre des Sports explique alors que « ce qu'on demande, c'est d'être député, de porter des lois, un programme. Elle n'y va pas pour faire le ménage. »

### Soutiens exprimés en faveur de Marine Le Pen et Bachar el-Assad
À la suite de son élection, certains de ses anciens messages sur Facebook datant de 2017 circulent sur les réseaux sociaux. Ce sont des partages de messages de soutiens à Marine Le Pen et au Rassemblement national, ainsi qu'un au dirigeant syrien Bachar el-Assad « contre ces prédateurs criminels que sont les États-Unis, la France et l’Angleterre. » Elle partage également un message visant la femme politique ivoirienne Aya Virginie Touré contenant des déclarations homophobes et relaye des publications prétendant que le racisme serait très répandu au Maghreb. Le 22 juin 2022, elle reconnaît avoir partagé ces messages, mais affirme qu'ils ne reflètent pas ce qu'elle défend politiquement aujourd'hui.

### Attaques à caractère raciste
Une fois élue, Rachel Keke continue à être la cible d'attaques à caractère raciste de la part de personnalités publiques. Ainsi, la journaliste Élisabeth Lévy déclare sur CNews : « Je n'avais pas envie qu'elle vienne en boubou à l'Assemblée. »

### Résidence en logement social
En septembre 2023, le média Factuel relève qu’elle occupe toujours un logement social, dont elle s’acquitte d'un surloyer depuis son élection en juin 2022. Son occupation étant légale, la députée déclare : « dès mon élection, j’ai pris contact avec mon bailleur social à qui j’ai exposé ma nouvelle situation. Après étude de mon dossier et des rendez-vous en présentiel, Valophis m’a informée que je pouvais garder mon logement en réglant un surloyer ,. »

### Drapeau palestinien
Le 4 juin 2024, elle brandit un drapeau palestinien à l’Assemblée, lors des questions au gouvernement. Pour ce geste, un rappel à l'ordre avec inscription au procès-verbal est prononcé par la présidente de l'Assemblée.

### Non-déclaration de situation patrimoniale
Le 21 octobre 2024, le parquet de Créteil confirme l’ouverture d’une enquête à la suite d’un signalement de l’HATVP auprès de laquelle Rachel Keke n’a pas déclaré la situation de son patrimoine à l’issue de son mandat de députée.

## Synthèse des résultats électoraux

### Élections législatives
| Année | Parti  | Parti | Circonscription    | 1er tour | 1er tour | 1er tour | 2d tour | 2d tour | 2d tour | Issue |
| Année | Parti  | Parti | Circonscription    | Voix     | %        | Rang     | Voix    | %       | Rang    | Issue |
| ----- | ------ | ----- | ------------------ | -------- | -------- | -------- | ------- | ------- | ------- | ----- |
| 2022  |        | LFI   | 7e du Val-de-Marne | 11 200   | 37,22    | 1er      | 14 486  | 50,30   | 1re     | Élue  |
| 2024  | 18 736 | LFI   | 7e du Val-de-Marne | 43,65    | 1re      | 20 088   | 49,33   | 2e      | Battue  |       |

## Ouvrage
- Cette rage dans mon cœur : Les combats dˊune députée pas comme les autres (préf. Jean-Luc Mélenchon), Neuilly-sur-Seine, Michel Lafon, 18 avril 2024, 221 p. (ISBN 978-2-7499-5661-9, OCLC 1436033180)